# 費爾奧克斯 (加利福尼亞州門多西諾縣)
費爾奧克斯（英語：Fair Oaks）是位於美國加利福尼亞州門多西諾縣的一個非建制地區。該地的面積和人口皆未知。

## 地理
費爾奧克斯的座標為39°22′43″N 123°20′29″W / 39.37861°N 123.34139°W，而該地的平均海拔高度為440米（即1444英尺）。